# Фрайенбах
Фрайенбах (нем. Freienbach) — город в Швейцарии, находится в кантоне Швиц.
Входит в состав округа Хёфе. Население составляет 16 506 человек (на 31 декабря 2019 года). Официальный код — 1322.

## Состав коммуны
- Бех
- Вилен-Воллерау
- Хурден